# Colin Moynihan, 4. Baron Moynihan

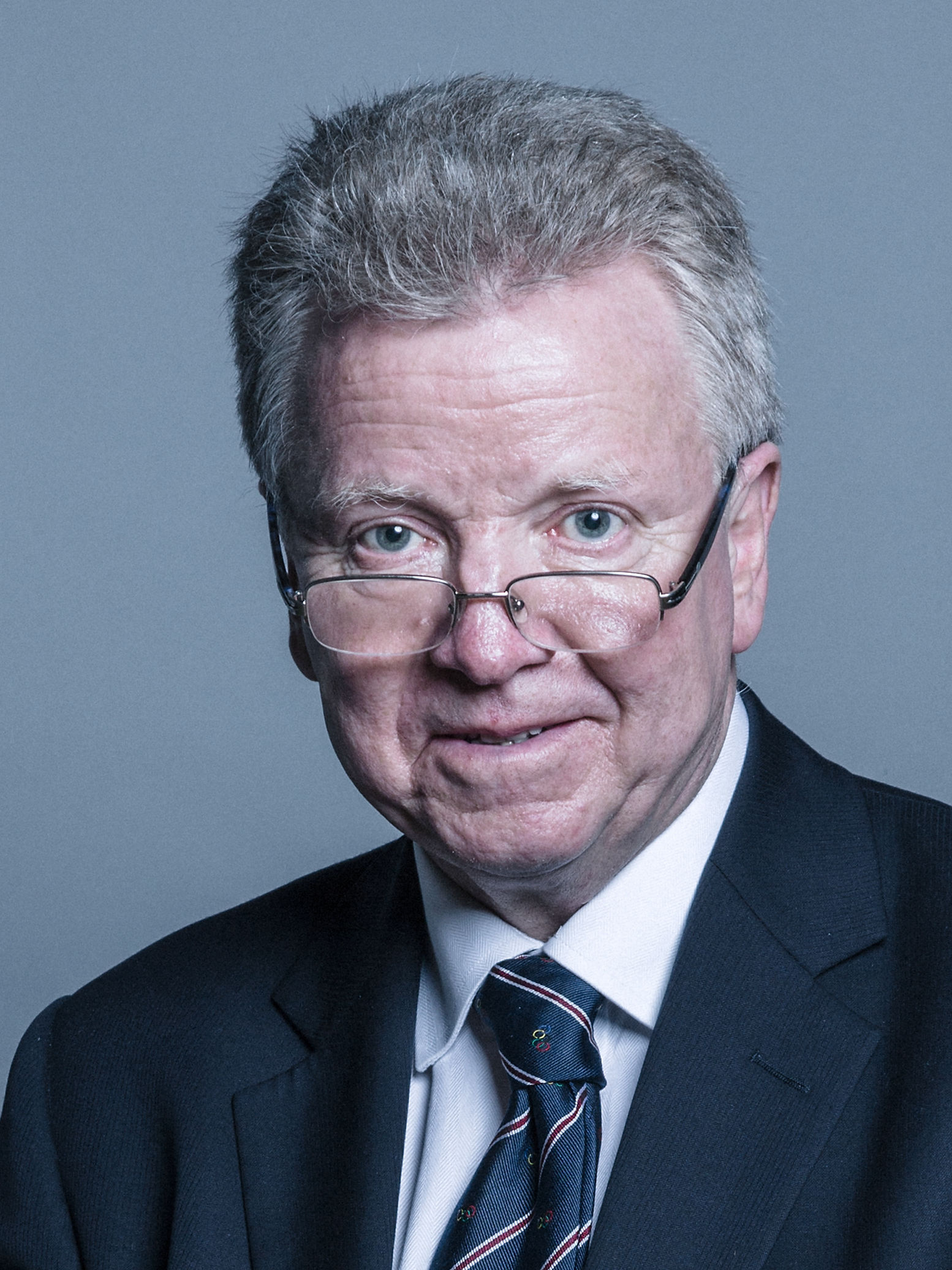
Colin Moynihan, 4. Baron Moynihan

Colin Berkeley Moynihan, 4. Baron Moynihan (* 13. September 1955 in Surrey) ist ein britischer Ruderer, Manager und Politiker der Conservative Party, der als Ruderer mit dem Achter bei den Ruder-Weltmeisterschaften 1978 die Goldmedaille sowie bei Olympischen Sommerspielen 1980 die Silbermedaille gewann und als Politiker neun Jahre Abgeordneter des House of Commons war sowie seit 1997 Mitglied des House of Lords ist, wobei er zu den Erb-Peers gehört, die aufgrund des House of Lords Act 1999 zu Vertretern des Erbadels gewählt worden. Von 2005 bis 2012 war er Vorsitzender der British Olympic Association (BOA).

## Leben

### Familie und berufliche Laufbahn
Moynihan stammt aus der Familie Moynihan und war ein Enkel von Berkeley Moynihan, der zwischen 1926 und 1932 Präsident des Royal College of Surgeons of England war und dem 1922 zunächst der Titel Baronet, of Carr Manor, sowie 1929 der Titel Baron Moynihan verliehen wurde. Dessen Nachfolger war sein Vater Patrick Moynihan, der 1936 die Titel erbte und zwischen 1949 und 1950 Geschäftsführender Vorsitzender (Chairman) der Liberal Party war. Nach dessen Tod folgte ihm 1965 Antony Moynihan, ein Sohn aus dessen erster Ehe.
Er besuchte die Monmouth School und studierte Philosophie, Politikwissenschaften und Ökonomie am University College der University of Oxford. 1977 nahm er Boat Race teil. Im selben Jahr schloss er mit einem Bachelor of Arts (B.A.) ab, 1982 noch mit einem Master of Arts (M.A.). 1978 begann Colin Moynihan seine berufliche Laufbahn als Vorstandsassistent beim Nahrungsmittelunternehmen Tate & Lyle und war im Anschluss zwischen 1980 und 1982 Manager dieses Unternehmens sowie zugleich Chief Executive Officer (CEO) von Ridgways Tea & Coffee Merchants.

### Olympiateilnehmer und Sportfunktionär
Neben seiner beruflichen Laufbahn gehörte er als Steuermann zu der Mannschaft des Achters der britischen Ruder-Nationalmannschaft und gewann mit diesem unter anderem bei den Ruder-Weltmeisterschaften 1978 auf dem Lake Karapiro in neuseeländischen Hamilton die Silbermedaille. Nach dieser Leistung wurde er Freeman of the City London. Bei den Ruderwettbewerben bei den Olympischen Spielen 1980 in Moskau erzielte er mit dem Achter nach der Mannschaft der DDR die Silbermedaille. Eine weitere Silbermedaille gewann er bei den Ruder-Weltmeisterschaften 1981 auf der Regattastrecke Oberschleißheim bei München.
Neben seiner sportlichen Laufbahn engagierte sich Moynihan bereits frühzeitig als Sportfunktionär und war unter anderem von 1979 bis 1987 sowohl Sekretär des Komitees für den Breitensport beim Zentralrat für Leibesübungen CCPR (Central Council of Physical Recreation) als auch Mitglied des Verwaltungsrates der britischen Boxkontrollbehörde (British Boxing Board of Control). Daneben fungierte er zwischen 1980 und 1982 als Gouverneur der Stiftung für Sporthilfe für London und Südengland sowie von 1980 bis 1983 als Trustee des Bootklubs der University of Oxford OUBC (Oxford University Boat Club). Außerdem war er von 1982 bis 1983 Sekretär der Untersuchungskommission des CCPR für Sportförderung sowie zwischen 1982 und 1985 Mitglied des Sportrates, dem Vorläufer von UK Sport, und von 1983 bis 1987 Trustee des Sports Aid Trust.

### Unterhausabgeordneter und Sportminister
Nach Beendigung seiner sportlichen Laufbahn wurde Moynihan, der zwischen 1980 und 1981 Mitglied des geschäftsführenden Vorstands der konservativen Tories von Paddington war, bei den Unterhauswahlen am 9. Juni 1983 als Kandidat der Conservative Party erstmals als Abgeordneter in das House of Commons gewählt und vertrat in diesem bis zu seiner Niederlage gegen die Kandidatin der Labour Party, Bridget Prentice, bei den Wahlen vom 9. April 1992 den Wahlkreis Lewisham East. Zeitweise war er Vize-Vorsitzender des Sportkomitees der Hinterbänkler der Conservative Party.
Kurz danach war er 1983 für einige Zeit politischer Assistent von Außenminister Geoffrey Howe sowie 1984 der überparteilichen Parlamentariergruppe für Afghanistan und zwischen 1985 und 1987 Vorsitzender des Industrieausschusses der Bow Group, der ältesten konservativen Denkfabrik Großbritanniens. Außerdem war er 1985 Sekretär des Komitees der Conservative Party für Auswärtiges und Angelegenheiten des Commonwealth of Nations.
Daneben war Moynihan zwischen 1986 und 1987 auch Parlamentarischer Privatsekretär von Paymaster General Kenneth Clarke. Danach wurde er am 22. Juni 1987 als Parlamentarischer Unterstaatssekretär im Umweltministerium Nachfolger von Richard Tracey als Sportminister in der Regierung von Premierministerin Margaret Thatcher und bekleidete diesen Posten bis zu seiner Ablösung durch Robert Atkins am 26. Juli 1990. Im Anschluss fungierte er noch von 1990 bis 1992 Parlamentarischer Unterstaatssekretär im Energieministerium.
Neben diesen Regierungsämtern war Moynihan, der 1988 Vorsitzender der Regierungsarbeitsgruppe für Sport und Erholung in den Innenstädten war, 1989 Vorsitzender der Regierungsprüfungsgruppe für den Behindertensport sowie zwischen 1991 und 1997 Vorsitzender der Beratergruppe der Regierung für erneuerbare Energie. 1991 gehörte er zu den Gründungsmitgliedern des Worldwatch Institute für Europa.

### Oberhausmitglied und Wirtschaftsmanager
Nach dem Tod seines Halbbruders Antony Moynihan 1991 und seinem Ausscheiden aus dem Unterhaus 1992 beanspruchte Moynihan den Titel Baron Moynihan für sich. Nach langem Rechtsstreit bestätigte das Committee for Privileges des House of Lords ihm 1997 schließlich seinen Titelanspruch und nahm ihn als 4. Baron Moynihan als Mitglied ins House of Lords auf. Mit dem Inkrafttreten des House of Lords Act 1999 gehörte er zu den Oberhausmitgliedern, die aus dem Kreise der Erb-Peers (Hereditary Peers), die als deren Vertreter zu Mitgliedern des Oberhauses gewählt wurden. Während seiner Mitgliedschaft im Oberhaus war er von 1997 bis 2000 Sprecher der oppositionellen Tory-Fraktion für Auswärtiges und Angelegenheiten des Commonwealth of Nations sowie später von 2003 vis 2005 „Sportminister“ im Schattenkabinett seiner Partei.
Neben seiner politischen Laufbahn übernahm Lord Moynihan, der von 1999 bis 2001 Direktor des Canterbury Festival war, seit Mitte der 1990er Jahre mehrere Funktionen in der Privatwirtschaft und war unter anderem von 1996 bis 2001 Mit-Geschäftsführer von Independent Power Corp plc. Daneben war er zeitweise Vorstandsmitglied der Rowan-Unternehmensgruppe sowie von 1999 bis 2003 Vorstandsvorsitzender und Geschäftsführer der Consort Resources-Unternehmensgruppe. Ferner fungierte er von 2001 bis 2007 Vorstandsvorsitzender von Clipper Windpower, zwischen 2004 und 2005 Vorstandsvorsitzender der Spectron Group plc sowie von 2005 bis 2011 Vorstandsvorsitzender von Pelamis Wave Power.
Daneben engagierte sich Lord Moynihan, der auch Mitglied der Livery Company der Worshipful Company of Haberdashers ist, auch weiterhin für den britischen Sport und war ab 2005 Vorsitzender der British Olympic Association (BOA) sowie Mitglied des Organisationskomitees für die Olympischen Sommerspiele 2012 in London (London Organising Committee of the Olympic Games and Paralympic Games). Im November 2012 trat er den Vorsitz der BOA an Sebastian Coe ab.